# Cimmeria (lục địa)
Cimmeria là một tiểu lục địa cổ tồn tại vào khoảng 200-300 triệu năm trước. Nó rạn nứt ở phía bắc của Gondwana trong Hậu Than đá- Tiền Permi (khoảng 300 Ma) và tiến về phía Laurasia, với một đại dương mới được hình thành giữa chúng ở đầu phía nam của nó, gọi là đại dương Tethys, và khép lại đại dương Paleo-Tethys.
Vào kỷ Trias, Pangaea tự xoay một ít về hướng tây nam. Mảng Cimmeria vẫn trong quá trình dạo ngang qua đại dương Paleo-Tethys đang khép lại, cho tới tận Trung Jura. Paleo-Tethys đã đóng lại dần từ tây sang đông, tạo ra sự phát triển của kiến tạo sơn Cimmeria.
Trong Trias muộn (khoảng 200 Ma) nó bắt đầu va chạm với miền đông Laurasia (lục địa Siberia cùng với các lục địa Hoa Bắc và Hoa Nam). Sự va chạm này đã tạo ra một dãy núi mới giữa Siberia và Cimmeria nhờ tác động của kiến tạo sơn Cimmeria. Tuy nhiên, một đới ẩn chìm đã được hình thành, khi Cimmeria va chạm vào Laurasia. Đới ẩn chìm này được gọi là rãnh Tethys (hay máng Tethys). Rãnh này có thể đã nhấn chìm cái gọi là sống núi ngầm giữa đại dương Tethys, một sống núi ngầm chịu trách nhiệm cho sự mở rộng của đại dương Tethys. Điều này có lẽ đã làm cho châu Phi, Ấn Độ và Australia phải di chuyển về phía bắc.
Cimmeria ngày nay là các phần của Thổ Nhĩ Kỳ, Iran, Afghanistan, Tây Tạng, Đông Dương và Malaya. Nó nằm trên mảng Cimmeria, một mảng kiến tạo cổ đang lún chìm dưới Laurasia.